# Enric Ejarque i Gasulla
Enric Ejarque i Gasulla (Morella, 5 de març del 1900 – Castelló de la Plana, 13 de setembre del 1936) va ser un sacerdot escolapi i mestre d'escola valencià.

## Biografia
L'orde religiós de l'Escola Pia va obrir el 1915 a Morella un internat o Escola Calassància per a nois que no tenien possibilitats en el seu poble per a fer estudis de secundària. L'Enric ho aprofità per a ampliar els coneixements que ja havia assimilat al col·legi escolapi de la seua ciutat i en va ser un dels primers que entrar-hi. Dos anys després passà al noviciat de Moià on hi professà l'1 de setembre de 1918. Més tard va cursar els estudis eclesiàstics a les cases escolàpies d'Iratxe (1918 - 1921) i Alella (1921-1924). En aquest darrer lloc va simultaniejar l'estudi amb les pràctiques docents. El 21 d'abril de 1924 celebrà a Morella la primera missa solemne.
Va ser mestre als escolapis de Sabadell (1924-1928) i Igualada (1928-1936), on va ser conegut pels seus mètodes pedagògics. En aquesta ciutat portava la classe de preparatòria i primer grau amb vint-i-cinc alumnes de cada grup; com que estaven dos anys en la seua classe, en col·locava un da cada grup en pupitres bipersonals, així el gran guiava el petit i aquest aprenia de l'altre, creava responsabilitats i estimulava la convivència; responsabilitzava els alumnes. La seua classe era activa, portava fitxa psicològica de cada alumne, el dibuix tenia una especial rellevància i les exposicions foren sempre un èxit; ensenyava català i en català; els seus alumnes foren guardonats més d'una vegada per l'Associació Protectora de l'Ensenyança Catalana. Advocà per la publicació d'una "història d'Igualada" que servís de material i guia per a l'estudi de les escoles, és a dir que volia que l'ensenyament comencés per l'entorn que el noi viu cada dia. Tenia el títol de mestre i assistí a Barcelona a un curs de Maria Montessori. Practicava a la seua aula la doctrina del Consell de l'Escola Nova Unificada. Consiliari del segon grup que es formà després de 1932 a Igualada, dels joves de la Federació de Joves Cristians de Catalunya amb els quals desplegà el seu zel apostòlic; hi destacà com a pedagog, formador i impulsor de la renovació de la litúrgia segons l'esperit del Primer Congrés Litúrgic de Montserrat, celebrat el 1915. Col·laborà amb l'Associació d'Antics Alumnes en els locals de la qual hi pronuncià xerrades de caràcter pedagògic i religiós. A més de practicar i difondre de paraula millores en el sistema educatiu, publicà alguns articles sobre el tema, en els quals palesà els seus coneixements i pràctiques. Va atendre altres entitats igualadines que li demanaren el seu servei com a sacerdot i educador.
El juliol de 1936 fugí d'Igualada i intentà trobar seguretat refugiant-se a casa dels seus pares a Morella. Va ser empresonat i assassinat a Castelló de la Plana, presó a la qual havien estat traslladats els presos morellans dies abans.

## Obres
- Metodologia en l'ensenyament dels infants. Conferència a l'Associació d'Antics Alumnes i Amics de l'Escola Pia, en "Revista d'Igualada" (Igualada 1929), núm. 2, fol. 4 v – 5 r.
- Infant, en "Revista d'Igualada" (Igualada 1930), núm. 9
- Autonomia dels escolars, en "Butlletí dels Mestres" (Barcelona 1 novembre 1932), núm. 75, pàg. 265-166.